# Cosnes-et-Romain
Cosnes-et-Romain ist eine französische Gemeinde mit 2805 Einwohnern (Stand 1. Januar 2022) im Département Meurthe-et-Moselle in der Region Grand Est (bis 2015 Lothringen). Sie gehört zum Arrondissement Val-de-Briey und ist Mitglied im Gemeindeverband Grand Longwy Agglomération. Die Bewohner werden Cosnois und Cosnoises genannt.

## Geografie
Cosnes-et-Romain liegt am nördlichen Rand des Départements an der Grenze zu Belgien, etwa 35 Kilometer nordnordwestlich von Val de Briey.
Umgeben wird Cosnes-et-Romain von den elf Nachbargemeinden:
| Gorcy Ville-Houdlémont                  | Musson (Belgien) Aubange (Belgien)          | Mont-Saint-Martin |
| Saint-Pancré                            | Kompassrose, die auf Nachbargemeinden zeigt |                   |
| Cons-la-Grandville Fresnois-la-Montagne | Villers-la-Chèvre Lexy                      | Longwy            |

## Geschichte
Das Dorf gehörte zum ehemaligen Herzogtum Bar.

### Bevölkerungsentwicklung
| Jahr      | 1962 | 1968 | 1975 | 1982 | 1990 | 1999 | 2009 | 2019 |
| Einwohner | 1377 | 1417 | 1542 | 1859 | 2053 | 2089 | 2462 | 2741 |

## Sehenswürdigkeiten
- Pfarrkirche Saint-Martin aus dem 19. Jahrhundert
- Kapelle Saint-Clément im Weiler Romain aus dem 18. Jahrhundert
- Fränkische Nekropole, 1892 ausgegraben

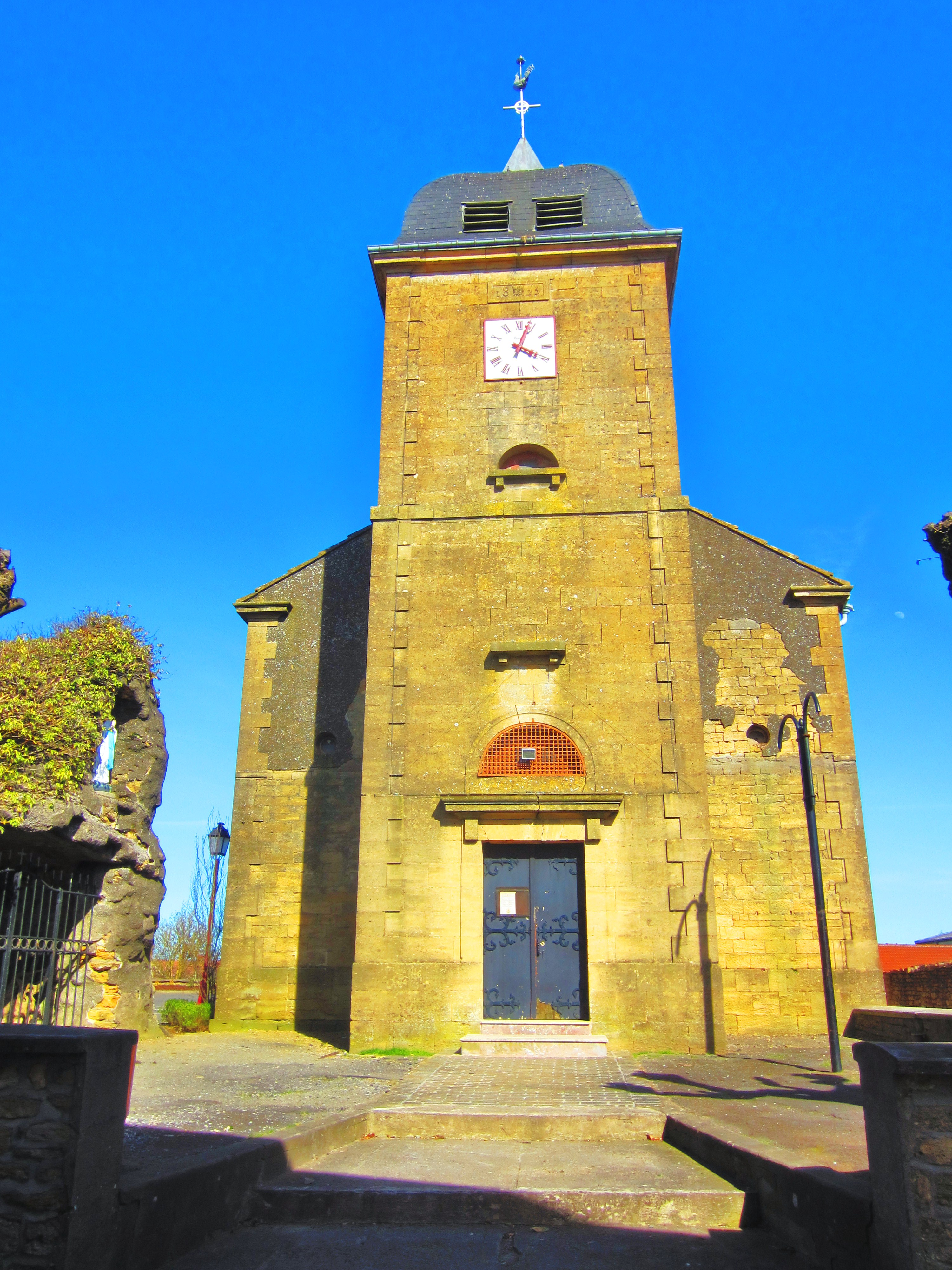
Pfarrkirche Saint-Martin
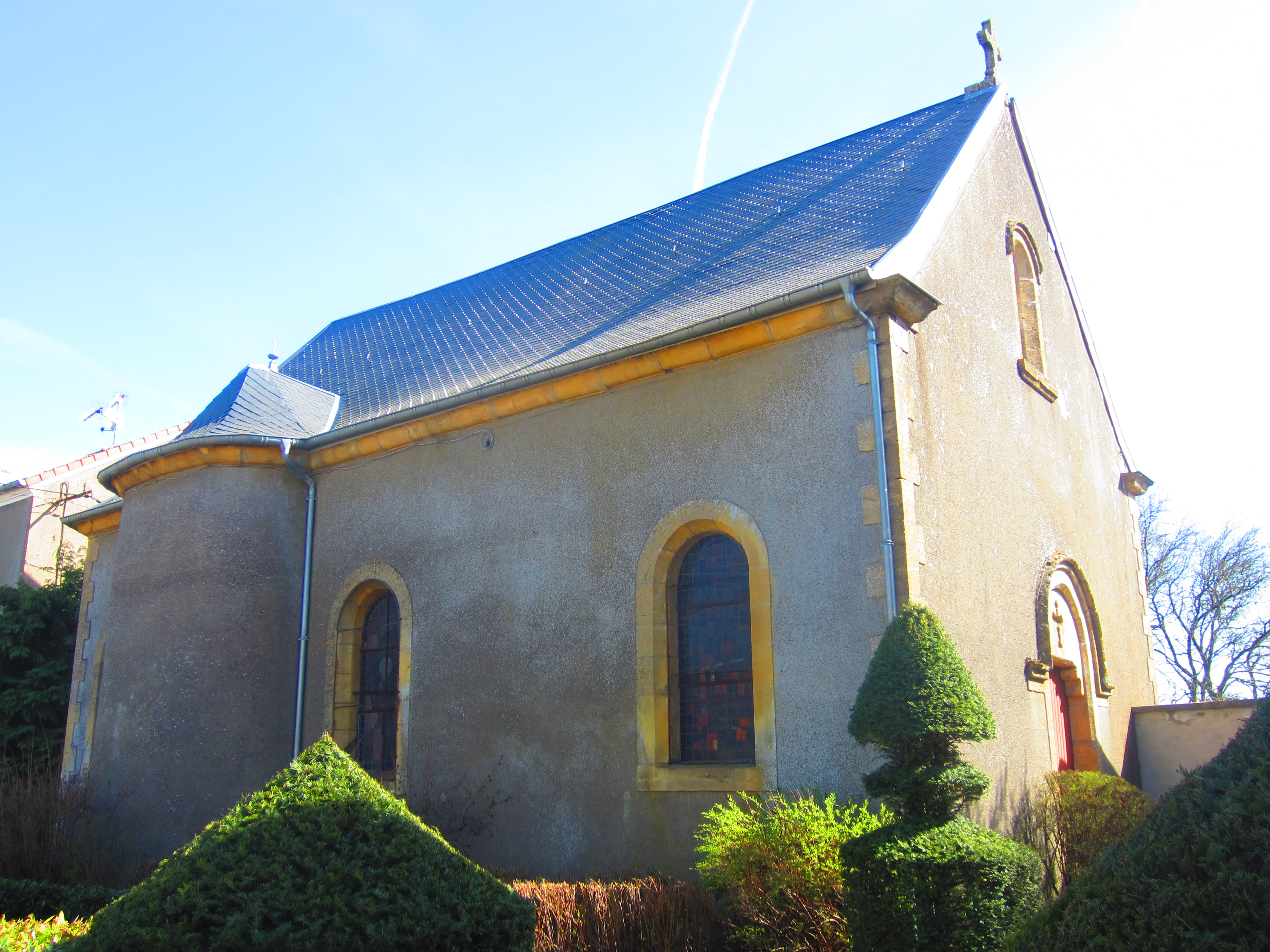
Kapelle Saint-Clément